# Leda e il cigno (Tintoretto)
Leda e il cigno è un dipinto a olio su tela (167x221 cm) di Jacopo Tintoretto, databile al 1550-1560 circa e conservato negli Uffizi di Firenze.

## Storia
L'opera alla fine del Settecento si trovava nelle collezioni del Duca d'Orléans a Parigi, passando poi a Londra, presso il duca di Bridgwater, e, nel 1857, a Paul Norton. Fu infine donata al museo da Arturo De Noè Walker nel 1895.
I dubbi sull'autografia furono sciolti dal restauro del 1988 (ritoccato nel 1994), che ne riscoprì le notevoli qualità pittoriche. Dell'opera gli Uffizi conservano un'altra versione nei depositi (147,5x147,5 cm), proveniente dalle collezioni di Alessandro Contini-Bonacossi, che fu tagliata in epoca imprecisata asportando la servitrice, di cui resta un lembo della veste. Anche questa versione, di notevole qualità pittorica, è ritenuta autografa, e probabilmente fu il prototipo, oggi mutilo, dell'opera in galleria.
La datazione è sempre stata una questione discorde per la critica, anche se oggi prevale l'accostamento a opere mitologiche come Marte e Venere sorpresi da Vulcano dell'Alte Pinakothek o bibliche come quelle del Prado (Giuseppe e la moglie di Putifarre e Giuditta e Oloferne)

## Descrizione e stile
La scena è ambientata in un interno dove Leda, nuda e semisdraiata, sfiora il cigno che proviene da destra, guardando tuttavia l'ancella, che sta in piedi a sinistra, vicino a una gabbia contenente un'anatra. Altri animali corredano la scena, come il cagnolino che guizza verso la padroncina, il pappagallo nella gabbietta sullo sfondo, o il gatto che guarda verso lo spettatore. La bella protagonista indossa solo perle, nel collier e nella raffinata capigliatura.
La composizione è giocata sulla linea diagonale del corpo di Leda, candidissimo anche per il contrasto della tenda rossa dietro di lei, che chiude il letto a baldacchino di cui si vede solo un angolo. A questa forte direttrice che va dal basso a sinistra all'alto a destra fa da contrapposto la linea di forza della serva, di direzione opposta, generando un raffinato schema a "V", estremamente dinamico.
La stesura pittorica è particolarmente sciolta, accesa da improvvisi bagliori sapientemente accostanti a parte più scure e opache, e senza il ricorso a linee di contorno nette: le figure sembrano invece fondersi dolcemente con lo sfondo, condividendone qualche riflesso luminoso.